# Ядгир
Ядгир (англ. Yadgir) — город в индийском штате Карнатака. Административный центр округа Ядгир. Средняя высота над уровнем моря — 389 метров. По данным всеиндийской переписи 2001 года, в городе проживало 58 802 человека, из которых мужчины составляли 51 %, женщины — соответственно 49 %. Уровень грамотности взрослого населения составлял 56 % (при общеиндийском показателе 59,5 %). Уровень грамотности среди мужчин составлял 65 %, среди женщин — 48 %. 15 % населения было моложе 6 лет.